# Gemünden, Hunsrück
Gemünden är en kommun och ort i Rhein-Hunsrück-Kreis i förbundslandet Rheinland-Pfalz i Tyskland.  Gemünden, som för första gången nämns i ett dokument från år 1304, har cirka 1 300 invånare.
Kommunen ingår i kommunalförbundet Verbandsgemeinde Kirchberg (Hunsrück) tillsammans med ytterligare 39 kommuner.